# Lista över fornlämningar i Malung-Sälens kommun
Lista över fornlämningar i Malung-Sälens kommun är en förteckning av ett urval av de fornlämningar som finns i Malungs-Sälens kommun.

## Lima
| Namn       | Lämningstyp                      | Tillkomsttid | Historisk indelning | Plats | Läge                 | ID-nr          | Bild                                 |
| ---------- | -------------------------------- | ------------ | ------------------- | ----- | -------------------- | -------------- | ------------------------------------ |
| Lima 16:1  | Stensättning                     |              | Lima, Dalarna       |       | 61.039073, 12.803633 | 10236200160001 | Ladda upp en bild av detta fornminne |
| Lima 153:1 | Stensättning                     |              | Lima, Dalarna       |       | 60.772495, 13.185199 | 10236201530001 | Ladda upp en bild av detta fornminne |
| Lima 255:1 | Stensättning                     |              | Lima, Dalarna       |       | 60.941653, 13.303165 | 10236202550001 | Ladda upp en bild av detta fornminne |
| Lima 462:1 | Stensättning                     |              | Lima, Dalarna       |       | 60.769117, 13.188545 | 10236204620001 | Ladda upp en bild av detta fornminne |
| Lima 490:1 | Ristning, medeltid/historisk tid |              | Lima, Dalarna       |       | 60.913183, 13.429328 | 10236204900001 | Ladda upp en bild av detta fornminne |
| Lima 491:1 | Ristning, medeltid/historisk tid |              | Lima, Dalarna       |       | 60.958012, 13.445294 | 10236204910001 | Ladda upp en bild av detta fornminne |
| Lima 492:1 | Ristning, medeltid/historisk tid |              | Lima, Dalarna       |       | 60.856670, 13.521948 | 10236204920001 | Ladda upp en bild av detta fornminne |
| Lima 493:1 | Ristning, medeltid/historisk tid |              | Lima, Dalarna       |       | 60.978059, 13.323806 | 10236204930001 | Ladda upp en bild av detta fornminne |
| Lima 493:2 | Ristning, medeltid/historisk tid |              | Lima, Dalarna       |       | 60.978093, 13.323603 | 10236204930002 | Ladda upp en bild av detta fornminne |
| Lima 502:1 | Ristning, medeltid/historisk tid |              | Lima, Dalarna       |       | 60.869647, 13.369441 | 10236205020001 | Ladda upp en bild av detta fornminne |

## Malung
| Namn                                  | Lämningstyp                      | Tillkomsttid | Historisk indelning | Plats | Läge                 | ID-nr          | Bild                                 |
| ------------------------------------- | -------------------------------- | ------------ | ------------------- | ----- | -------------------- | -------------- | ------------------------------------ |
| Askelstenen (Malung 24:1)             | Ristning, medeltid/historisk tid |              | Malung, Dalarna     |       | 60.779518, 13.816390 | 10236500240001 | Ladda upp en bild av detta fornminne |
| Malung 56:1                           | Stensättning                     |              | Malung, Dalarna     |       | 60.795923, 13.891193 | 10236500560001 | Ladda upp en bild av detta fornminne |
| Tyngsjö kyrka (Malung 359:1)          | Begravningsplats                 |              | Malung, Dalarna     |       | 60.292565, 13.880571 | 10236503590001 | Ladda upp en bild av detta fornminne |
| Tyngsjö kyrka (Malung 359:2)          | Kyrka/kapell                     |              | Malung, Dalarna     |       | 60.292668, 13.880655 | 10236503590002 | Ladda upp en bild av detta fornminne |
| Malung 380:1                          | Stensättning                     |              | Malung, Dalarna     |       | 60.476180, 13.858197 | 10236503800001 | Ladda upp en bild av detta fornminne |
| Malung 380:2                          | Stensättning                     |              | Malung, Dalarna     |       | 60.476107, 13.858424 | 10236503800002 | Ladda upp en bild av detta fornminne |
| Malung 600:1                          | Ristning, medeltid/historisk tid |              | Malung, Dalarna     |       | 60.779828, 13.814098 | 10236506000001 | Ladda upp en bild av detta fornminne |
| Malung 600:2                          | Ristning, medeltid/historisk tid |              | Malung, Dalarna     |       | 60.779828, 13.814098 | 10236506000002 | Ladda upp en bild av detta fornminne |
| Malung 613:1                          | Ristning, medeltid/historisk tid |              | Malung, Dalarna     |       | 60.797052, 13.581909 | 10236506130001 | Ladda upp en bild av detta fornminne |
| Malung 616:1                          | Ristning, medeltid/historisk tid |              | Malung, Dalarna     |       | 60.638454, 13.830985 | 10236506160001 | Ladda upp en bild av detta fornminne |
| Malung 620:1                          | Ristning, medeltid/historisk tid |              | Malung, Dalarna     |       | 60.767104, 13.760978 | 10236506200001 | Ladda upp en bild av detta fornminne |
| Malung 620:2                          | Ristning, medeltid/historisk tid |              | Malung, Dalarna     |       | 60.767025, 13.760705 | 10236506200002 | Ladda upp en bild av detta fornminne |
| Södra Lömbergets fäbod (Malung 623:1) | Fäbod                            |              | Malung, Dalarna     |       | 60.464577, 13.778371 | 10236506230001 | Ladda upp en bild av detta fornminne |
| Malung 626                            | Ristning, medeltid/historisk tid |              | Malung, Dalarna     |       | 60.740328, 13.789157 | 12000000011898 | Ladda upp en bild av detta fornminne |
| Malung 627                            | Ristning, medeltid/historisk tid |              | Malung, Dalarna     |       | 60.740649, 13.790218 | 12000000011899 | Ladda upp en bild av detta fornminne |
| Malung 628                            | Ristning, medeltid/historisk tid |              | Malung, Dalarna     |       | 60.739920, 13.791291 | 12000000011900 | Ladda upp en bild av detta fornminne |
| Malung 629                            | Ristning, medeltid/historisk tid |              | Malung, Dalarna     |       | 60.739976, 13.790206 | 12000000011901 | Ladda upp en bild av detta fornminne |
| Gäthällan (Malung 630)                | Ristning, medeltid/historisk tid |              | Malung, Dalarna     |       | 60.795961, 13.611138 | 12000000011902 | Ladda upp en bild av detta fornminne |
| Malung 631                            | Ristning, medeltid/historisk tid |              | Malung, Dalarna     |       | 60.759101, 13.802815 | 12000000011904 | Ladda upp en bild av detta fornminne |
| Malung 633                            | Ristning, medeltid/historisk tid |              | Malung, Dalarna     |       | 60.694936, 13.834247 | 12000000057269 | Ladda upp en bild av detta fornminne |
| Malung 635                            | Ristning, medeltid/historisk tid |              | Malung, Dalarna     |       | 60.797050, 13.581777 | 12000000057603 | Ladda upp en bild av detta fornminne |
| Malung 642                            | Ristning, medeltid/historisk tid |              | Malung, Dalarna     |       | 60.736092, 13.789167 | 12000000067895 | Ladda upp en bild av detta fornminne |
| Malung 646                            | Ristning, medeltid/historisk tid |              | Malung, Dalarna     |       | 60.767113, 13.724772 | 12000000111591 | Ladda upp en bild av detta fornminne |
| Malung 647                            | Ristning, medeltid/historisk tid |              | Malung, Dalarna     |       | 60.628574, 13.945280 | 12000000111592 | Ladda upp en bild av detta fornminne |
| Malung 649                            | Ristning, medeltid/historisk tid |              | Malung, Dalarna     |       | 60.834003, 13.797253 | 12000000111594 | Ladda upp en bild av detta fornminne |
| Malung 650                            | Ristning, medeltid/historisk tid |              | Malung, Dalarna     |       | 60.836983, 13.816471 | 12000000111595 | Ladda upp en bild av detta fornminne |
| Malung 651                            | Ristning, medeltid/historisk tid |              | Malung, Dalarna     |       | 60.766608, 13.723673 | 12000000111596 | Ladda upp en bild av detta fornminne |

## Transtrand
| Namn                            | Lämningstyp                      | Tillkomsttid | Historisk indelning | Plats | Läge                 | ID-nr          | Bild                                 |
| ------------------------------- | -------------------------------- | ------------ | ------------------- | ----- | -------------------- | -------------- | ------------------------------------ |
| Transtrand 25:1                 | Ristning, medeltid/historisk tid |              | Transtrand, Dalarna |       | 61.123566, 13.310206 | 10238700250001 | Ladda upp en bild av detta fornminne |
| Transtrand 38:1                 | Grav markerad av sten/block      |              | Transtrand, Dalarna |       | 61.260602, 12.839803 | 10238700380001 | Ladda upp en bild av detta fornminne |
| Transtrand 40:1                 | Ristning, medeltid/historisk tid |              | Transtrand, Dalarna |       | 61.160963, 13.167470 | 10238700400001 | Ladda upp en bild av detta fornminne |
| Transtrand 50:1                 | Stensättning                     |              | Transtrand, Dalarna |       | 61.372753, 13.217029 | 10238700500001 | Ladda upp en bild av detta fornminne |
| Transtrand 50:2                 | Stensättning                     |              | Transtrand, Dalarna |       | 61.372782, 13.216960 | 10238700500002 | Ladda upp en bild av detta fornminne |
| Transtrand 56:1                 | Ristning, medeltid/historisk tid |              | Transtrand, Dalarna |       | 61.213051, 13.310610 | 10238700560001 | Ladda upp en bild av detta fornminne |
| Transtrand 57:1                 | Ristning, medeltid/historisk tid |              | Transtrand, Dalarna |       | 61.214821, 13.307944 | 10238700570001 | Ladda upp en bild av detta fornminne |
| Transtrand 58:1                 | Ristning, medeltid/historisk tid |              | Transtrand, Dalarna |       | 61.216152, 13.313265 | 10238700580001 | Ladda upp en bild av detta fornminne |
| Transtrand 58:2                 | Ristning, medeltid/historisk tid |              | Transtrand, Dalarna |       | 61.216144, 13.313109 | 10238700580002 | Ladda upp en bild av detta fornminne |
| Transtrand 58:3                 | Ristning, medeltid/historisk tid |              | Transtrand, Dalarna |       | 61.215890, 13.313075 | 10238700580003 | Ladda upp en bild av detta fornminne |
| Transtrand 58:4                 | Ristning, medeltid/historisk tid |              | Transtrand, Dalarna |       | 61.215991, 13.312420 | 10238700580004 | Ladda upp en bild av detta fornminne |
| Transtrand 58:5                 | Ristning, medeltid/historisk tid |              | Transtrand, Dalarna |       | 61.215681, 13.311473 | 10238700580005 | Ladda upp en bild av detta fornminne |
| Transtrand 59:1                 | Ristning, medeltid/historisk tid |              | Transtrand, Dalarna |       | 61.215646, 13.315601 | 10238700590001 | Ladda upp en bild av detta fornminne |
| Transtrand 60:1                 | Ristning, medeltid/historisk tid |              | Transtrand, Dalarna |       | 61.217294, 13.307053 | 10238700600001 | Ladda upp en bild av detta fornminne |
| Transtrand 60:2                 | Ristning, medeltid/historisk tid |              | Transtrand, Dalarna |       | 61.217291, 13.307623 | 10238700600002 | Ladda upp en bild av detta fornminne |
| Transtrand 60:3                 | Ristning, medeltid/historisk tid |              | Transtrand, Dalarna |       | 61.217216, 13.307628 | 10238700600003 | Ladda upp en bild av detta fornminne |
| Transtrand 60:4                 | Ristning, medeltid/historisk tid |              | Transtrand, Dalarna |       | 61.217202, 13.308020 | 10238700600004 | Ladda upp en bild av detta fornminne |
| Transtrand 60:5                 | Ristning, medeltid/historisk tid |              | Transtrand, Dalarna |       | 61.216985, 13.308005 | 10238700600005 | Ladda upp en bild av detta fornminne |
| Transtrand 60:6                 | Ristning, medeltid/historisk tid |              | Transtrand, Dalarna |       | 61.216858, 13.307705 | 10238700600006 | Ladda upp en bild av detta fornminne |
| Transtrand 66:1                 | Ristning, medeltid/historisk tid |              | Transtrand, Dalarna |       | 61.217958, 13.307867 | 10238700660001 | Ladda upp en bild av detta fornminne |
| Transtrand 67:1                 | Ristning, medeltid/historisk tid |              | Transtrand, Dalarna |       | 61.218428, 13.308084 | 10238700670001 | Ladda upp en bild av detta fornminne |
| Transtrand 67:2                 | Ristning, medeltid/historisk tid |              | Transtrand, Dalarna |       | 61.218616, 13.307579 | 10238700670002 | Ladda upp en bild av detta fornminne |
| Transtrand 67:3                 | Ristning, medeltid/historisk tid |              | Transtrand, Dalarna |       | 61.219276, 13.307395 | 10238700670003 | Ladda upp en bild av detta fornminne |
| Transtrand 67:4                 | Ristning, medeltid/historisk tid |              | Transtrand, Dalarna |       | 61.219415, 13.307519 | 10238700670004 | Ladda upp en bild av detta fornminne |
| Transtrand 67:5                 | Ristning, medeltid/historisk tid |              | Transtrand, Dalarna |       | 61.219602, 13.306862 | 10238700670005 | Ladda upp en bild av detta fornminne |
| Transtrand 67:6                 | Ristning, medeltid/historisk tid |              | Transtrand, Dalarna |       | 61.219682, 13.306988 | 10238700670006 | Ladda upp en bild av detta fornminne |
| Transtrand 67:7                 | Ristning, medeltid/historisk tid |              | Transtrand, Dalarna |       | 61.219602, 13.307756 | 10238700670007 | Ladda upp en bild av detta fornminne |
| Transtrand 67:8                 | Ristning, medeltid/historisk tid |              | Transtrand, Dalarna |       | 61.218907, 13.307258 | 10238700670008 | Ladda upp en bild av detta fornminne |
| Transtrand 67:9                 | Ristning, medeltid/historisk tid |              | Transtrand, Dalarna |       | 61.219242, 13.307244 | 10238700670009 | Ladda upp en bild av detta fornminne |
| Transtrand 67:10                | Ristning, medeltid/historisk tid |              | Transtrand, Dalarna |       | 61.219435, 13.306902 | 10238700670010 | Ladda upp en bild av detta fornminne |
| Transtrand 67:11                | Ristning, medeltid/historisk tid |              | Transtrand, Dalarna |       | 61.219745, 13.306871 | 10238700670011 | Ladda upp en bild av detta fornminne |
| Transtrand 67:12                | Ristning, medeltid/historisk tid |              | Transtrand, Dalarna |       | 61.219592, 13.307000 | 10238700670012 | Ladda upp en bild av detta fornminne |
| Transtrand 67:13                | Ristning, medeltid/historisk tid |              | Transtrand, Dalarna |       | 61.219164, 13.307299 | 10238700670013 | Ladda upp en bild av detta fornminne |
| Transtrand 68:1                 | Ristning, medeltid/historisk tid |              | Transtrand, Dalarna |       | 61.213850, 13.307863 | 10238700680001 | Ladda upp en bild av detta fornminne |
| Transtrand 68:2                 | Ristning, medeltid/historisk tid |              | Transtrand, Dalarna |       | 61.213971, 13.307784 | 10238700680002 | Ladda upp en bild av detta fornminne |
| Transtrand 68:3                 | Ristning, medeltid/historisk tid |              | Transtrand, Dalarna |       | 61.213651, 13.309195 | 10238700680003 | Ladda upp en bild av detta fornminne |
| Transtrand 69:1                 | Ristning, medeltid/historisk tid |              | Transtrand, Dalarna |       | 61.213953, 13.315845 | 10238700690001 | Ladda upp en bild av detta fornminne |
| Transtrand 70:1                 | Ristning, medeltid/historisk tid |              | Transtrand, Dalarna |       | 61.212565, 13.318116 | 10238700700001 | Ladda upp en bild av detta fornminne |
| Transtrand 70:2                 | Ristning, medeltid/historisk tid |              | Transtrand, Dalarna |       | 61.212489, 13.318445 | 10238700700002 | Ladda upp en bild av detta fornminne |
| Transtrand 71:1                 | Ristning, medeltid/historisk tid |              | Transtrand, Dalarna |       | 61.210431, 13.311619 | 10238700710001 | Ladda upp en bild av detta fornminne |
| Transtrand 72:1                 | Ristning, medeltid/historisk tid |              | Transtrand, Dalarna |       | 61.210563, 13.316688 | 10238700720001 | Ladda upp en bild av detta fornminne |
| Transtrand 73:1                 | Ristning, medeltid/historisk tid |              | Transtrand, Dalarna |       | 61.209702, 13.317135 | 10238700730001 | Ladda upp en bild av detta fornminne |
| Transtrand 79:1                 | Gravfält                         |              | Transtrand, Dalarna |       | 61.339250, 13.189538 | 10238700790001 | Ladda upp en bild av detta fornminne |
| Transtrand 80:1                 | Gravfält                         |              | Transtrand, Dalarna |       | 61.326657, 13.181979 | 10238700800001 | Ladda upp en bild av detta fornminne |
| Transtrand 81:1                 | Stensättning                     |              | Transtrand, Dalarna |       | 61.351769, 13.207797 | 10238700810001 | Ladda upp en bild av detta fornminne |
| Transtrand 81:2                 | Stensättning                     |              | Transtrand, Dalarna |       | 61.351688, 13.207864 | 10238700810002 | Ladda upp en bild av detta fornminne |
| Transtrand 89:1                 | Ristning, medeltid/historisk tid |              | Transtrand, Dalarna |       | 61.095058, 13.362821 | 10238700890001 | Ladda upp en bild av detta fornminne |
| Transtrand 95:1                 | Ristning, medeltid/historisk tid |              | Transtrand, Dalarna |       | 61.232747, 13.281685 | 10238700950001 | Ladda upp en bild av detta fornminne |
| Transtrand 95:2                 | Ristning, medeltid/historisk tid |              | Transtrand, Dalarna |       | 61.232681, 13.281714 | 10238700950002 | Ladda upp en bild av detta fornminne |
| Transtrand 97:1                 | Ristning, medeltid/historisk tid |              | Transtrand, Dalarna |       | 61.198042, 13.345350 | 10238700970001 | Ladda upp en bild av detta fornminne |
| Transtrand 100:1                | Runristning                      |              | Transtrand, Dalarna |       | 61.079256, 13.433409 | 10238701000001 | Ladda upp en bild av detta fornminne |
| Transtrand 108:1                | Stensättning                     |              | Transtrand, Dalarna |       | 61.084858, 13.311499 | 10238701080001 | Ladda upp en bild av detta fornminne |
| Transtrand 124:1                | Ristning, medeltid/historisk tid |              | Transtrand, Dalarna |       | 61.210609, 13.308483 | 10238701240001 | Ladda upp en bild av detta fornminne |
| Transtrand 138:1                | Stensättning                     |              | Transtrand, Dalarna |       | 61.323752, 13.179637 | 10238701380001 | Ladda upp en bild av detta fornminne |
| Transtrand 140:1                | Gravfält                         |              | Transtrand, Dalarna |       | 61.375847, 13.215766 | 10238701400001 | Ladda upp en bild av detta fornminne |
| Transtrand 174:1                | Stensättning                     |              | Transtrand, Dalarna |       | 61.394125, 13.161606 | 10238701740001 | Ladda upp en bild av detta fornminne |
| Transtrand 175:1                | Stensättning                     |              | Transtrand, Dalarna |       | 61.388618, 13.175148 | 10238701750001 | Ladda upp en bild av detta fornminne |
| Transtrand 216:1                | Ristning, medeltid/historisk tid |              | Transtrand, Dalarna |       | 61.079696, 13.351070 | 10238702160001 | Ladda upp en bild av detta fornminne |
| Transtrand 216:2                | Ristning, medeltid/historisk tid |              | Transtrand, Dalarna |       | 61.079780, 13.353358 | 10238702160002 | Ladda upp en bild av detta fornminne |
| Transtrand 216:3                | Ristning, medeltid/historisk tid |              | Transtrand, Dalarna |       | 61.079744, 13.350765 | 10238702160003 | Ladda upp en bild av detta fornminne |
| Transtrand 216:4                | Ristning, medeltid/historisk tid |              | Transtrand, Dalarna |       | 61.079874, 13.350107 | 10238702160004 | Ladda upp en bild av detta fornminne |
| Kälkyan (Transtrand 217:1)      | Fäbod                            |              | Transtrand, Dalarna |       | 61.081520, 13.362638 | 10238702170001 | Ladda upp en bild av detta fornminne |
| Transtrand 218:1                | Ristning, medeltid/historisk tid |              | Transtrand, Dalarna |       | 61.042481, 13.350846 | 10238702180001 | Ladda upp en bild av detta fornminne |
| Hållsätrarna (Transtrand 219:1) | Fäbod                            |              | Transtrand, Dalarna |       | 61.095562, 13.444726 | 10238702190001 | Ladda upp en bild av detta fornminne |
| Transtrand 221:1                | Ristning, medeltid/historisk tid |              | Transtrand, Dalarna |       | 61.198861, 13.335363 | 10238702210001 | Ladda upp en bild av detta fornminne |
| Transtrand 221:2                | Ristning, medeltid/historisk tid |              | Transtrand, Dalarna |       | 61.198782, 13.335574 | 10238702210002 | Ladda upp en bild av detta fornminne |
| Transtrand 222:1                | Ristning, medeltid/historisk tid |              | Transtrand, Dalarna |       | 61.198726, 13.329131 | 10238702220001 | Ladda upp en bild av detta fornminne |
| Transtrand 223:1                | Ristning, medeltid/historisk tid |              | Transtrand, Dalarna |       | 61.217826, 13.302852 | 10238702230001 | Ladda upp en bild av detta fornminne |
| Transtrand 223:2                | Ristning, medeltid/historisk tid |              | Transtrand, Dalarna |       | 61.217950, 13.302737 | 10238702230002 | Ladda upp en bild av detta fornminne |
| Transtrand 223:3                | Ristning, medeltid/historisk tid |              | Transtrand, Dalarna |       | 61.217930, 13.302947 | 10238702230003 | Ladda upp en bild av detta fornminne |
| Transtrand 223:4                | Ristning, medeltid/historisk tid |              | Transtrand, Dalarna |       | 61.218060, 13.302715 | 10238702230004 | Ladda upp en bild av detta fornminne |
| Transtrand 224:1                | Ristning, medeltid/historisk tid |              | Transtrand, Dalarna |       | 61.076546, 13.350072 | 10238702240001 | Ladda upp en bild av detta fornminne |
| Transtrand 224:2                | Ristning, medeltid/historisk tid |              | Transtrand, Dalarna |       | 61.077655, 13.349360 | 10238702240002 | Ladda upp en bild av detta fornminne |
| Transtrand 226:1                | Ristning, medeltid/historisk tid |              | Transtrand, Dalarna |       | 61.108579, 13.377303 | 10238702260001 | Ladda upp en bild av detta fornminne |
| Transtrand 226:2                | Ristning, medeltid/historisk tid |              | Transtrand, Dalarna |       | 61.108869, 13.377578 | 10238702260002 | Ladda upp en bild av detta fornminne |
| Transtrand 226:3                | Ristning, medeltid/historisk tid |              | Transtrand, Dalarna |       | 61.108911, 13.376805 | 10238702260003 | Ladda upp en bild av detta fornminne |
| Transtrand 226:4                | Ristning, medeltid/historisk tid |              | Transtrand, Dalarna |       | 61.108949, 13.377861 | 10238702260004 | Ladda upp en bild av detta fornminne |
| Transtrand 226:5                | Ristning, medeltid/historisk tid |              | Transtrand, Dalarna |       | 61.109065, 13.378654 | 10238702260005 | Ladda upp en bild av detta fornminne |
| Transtrand 226:6                | Ristning, medeltid/historisk tid |              | Transtrand, Dalarna |       | 61.109370, 13.378081 | 10238702260006 | Ladda upp en bild av detta fornminne |
| Transtrand 227:1                | Ristning, medeltid/historisk tid |              | Transtrand, Dalarna |       | 61.109650, 13.375796 | 10238702270001 | Ladda upp en bild av detta fornminne |
| Transtrand 228:1                | Ristning, medeltid/historisk tid |              | Transtrand, Dalarna |       | 61.095758, 13.358334 | 10238702280001 | Ladda upp en bild av detta fornminne |
| Transtrand 229:1                | Ristning, medeltid/historisk tid |              | Transtrand, Dalarna |       | 61.096381, 13.357402 | 10238702290001 | Ladda upp en bild av detta fornminne |
| Transtrand 229:2                | Ristning, medeltid/historisk tid |              | Transtrand, Dalarna |       | 61.096518, 13.357754 | 10238702290002 | Ladda upp en bild av detta fornminne |
| Transtrand 229:3                | Ristning, medeltid/historisk tid |              | Transtrand, Dalarna |       | 61.096837, 13.357220 | 10238702290003 | Ladda upp en bild av detta fornminne |
| Transtrand 229:4                | Ristning, medeltid/historisk tid |              | Transtrand, Dalarna |       | 61.096367, 13.356898 | 10238702290004 | Ladda upp en bild av detta fornminne |
| Transtrand 229:5                | Ristning, medeltid/historisk tid |              | Transtrand, Dalarna |       | 61.096470, 13.356584 | 10238702290005 | Ladda upp en bild av detta fornminne |
| Transtrand 230:1                | Ristning, medeltid/historisk tid |              | Transtrand, Dalarna |       | 61.097081, 13.355315 | 10238702300001 | Ladda upp en bild av detta fornminne |
| Transtrand 230:2                | Ristning, medeltid/historisk tid |              | Transtrand, Dalarna |       | 61.097013, 13.355510 | 10238702300002 | Ladda upp en bild av detta fornminne |
| Transtrand 230:3                | Ristning, medeltid/historisk tid |              | Transtrand, Dalarna |       | 61.096978, 13.355223 | 10238702300003 | Ladda upp en bild av detta fornminne |
| Transtrand 230:4                | Ristning, medeltid/historisk tid |              | Transtrand, Dalarna |       | 61.096874, 13.354329 | 10238702300004 | Ladda upp en bild av detta fornminne |
| Transtrand 230:5                | Ristning, medeltid/historisk tid |              | Transtrand, Dalarna |       | 61.096853, 13.354614 | 10238702300005 | Ladda upp en bild av detta fornminne |
| Transtrand 231:1                | Ristning, medeltid/historisk tid |              | Transtrand, Dalarna |       | 61.120125, 13.313986 | 10238702310001 | Ladda upp en bild av detta fornminne |
| Transtrand 231:2                | Ristning, medeltid/historisk tid |              | Transtrand, Dalarna |       | 61.119802, 13.313046 | 10238702310002 | Ladda upp en bild av detta fornminne |
| Transtrand 231:3                | Ristning, medeltid/historisk tid |              | Transtrand, Dalarna |       | 61.119904, 13.313981 | 10238702310003 | Ladda upp en bild av detta fornminne |
| Transtrand 231:4                | Ristning, medeltid/historisk tid |              | Transtrand, Dalarna |       | 61.119800, 13.313526 | 10238702310004 | Ladda upp en bild av detta fornminne |
| Transtrand 233:1                | Ristning, medeltid/historisk tid |              | Transtrand, Dalarna |       | 61.096069, 13.352372 | 10238702330001 | Ladda upp en bild av detta fornminne |
| Transtrand 233:2                | Ristning, medeltid/historisk tid |              | Transtrand, Dalarna |       | 61.096351, 13.352696 | 10238702330002 | Ladda upp en bild av detta fornminne |
| Transtrand 234:1                | Ristning, medeltid/historisk tid |              | Transtrand, Dalarna |       | 61.219378, 13.305869 | 10238702340001 | Ladda upp en bild av detta fornminne |
| Transtrand 234:2                | Ristning, medeltid/historisk tid |              | Transtrand, Dalarna |       | 61.219648, 13.304924 | 10238702340002 | Ladda upp en bild av detta fornminne |
| Transtrand 234:3                | Ristning, medeltid/historisk tid |              | Transtrand, Dalarna |       | 61.219724, 13.305187 | 10238702340003 | Ladda upp en bild av detta fornminne |
| Transtrand 234:4                | Ristning, medeltid/historisk tid |              | Transtrand, Dalarna |       | 61.220215, 13.304560 | 10238702340004 | Ladda upp en bild av detta fornminne |
| Transtrand 234:5                | Ristning, medeltid/historisk tid |              | Transtrand, Dalarna |       | 61.220359, 13.304424 | 10238702340005 | Ladda upp en bild av detta fornminne |
| Transtrand 235:1                | Ristning, medeltid/historisk tid |              | Transtrand, Dalarna |       | 61.219166, 13.304118 | 10238702350001 | Ladda upp en bild av detta fornminne |
| Transtrand 236:1                | Ristning, medeltid/historisk tid |              | Transtrand, Dalarna |       | 61.219783, 13.300761 | 10238702360001 | Ladda upp en bild av detta fornminne |
| Transtrand 236:2                | Ristning, medeltid/historisk tid |              | Transtrand, Dalarna |       | 61.220486, 13.301224 | 10238702360002 | Ladda upp en bild av detta fornminne |
| Transtrand 237:1                | Ristning, medeltid/historisk tid |              | Transtrand, Dalarna |       | 61.221578, 13.299403 | 10238702370001 | Ladda upp en bild av detta fornminne |
| Transtrand 237:2                | Ristning, medeltid/historisk tid |              | Transtrand, Dalarna |       | 61.221504, 13.299132 | 10238702370002 | Ladda upp en bild av detta fornminne |
| Transtrand 237:3                | Ristning, medeltid/historisk tid |              | Transtrand, Dalarna |       | 61.221617, 13.299173 | 10238702370003 | Ladda upp en bild av detta fornminne |
| Transtrand 237:4                | Ristning, medeltid/historisk tid |              | Transtrand, Dalarna |       | 61.221802, 13.298543 | 10238702370004 | Ladda upp en bild av detta fornminne |
| Transtrand 238:1                | Ristning, medeltid/historisk tid |              | Transtrand, Dalarna |       | 61.222246, 13.299201 | 10238702380001 | Ladda upp en bild av detta fornminne |
| Transtrand 238:2                | Ristning, medeltid/historisk tid |              | Transtrand, Dalarna |       | 61.222387, 13.299408 | 10238702380002 | Ladda upp en bild av detta fornminne |
| Transtrand 238:3                | Ristning, medeltid/historisk tid |              | Transtrand, Dalarna |       | 61.222522, 13.299575 | 10238702380003 | Ladda upp en bild av detta fornminne |
| Transtrand 239:1                | Ristning, medeltid/historisk tid |              | Transtrand, Dalarna |       | 61.222595, 13.297989 | 10238702390001 | Ladda upp en bild av detta fornminne |
| Transtrand 239:2                | Ristning, medeltid/historisk tid |              | Transtrand, Dalarna |       | 61.222714, 13.297978 | 10238702390002 | Ladda upp en bild av detta fornminne |
| Transtrand 240:1                | Ristning, medeltid/historisk tid |              | Transtrand, Dalarna |       | 61.223348, 13.300519 | 10238702400001 | Ladda upp en bild av detta fornminne |
| Transtrand 240:2                | Ristning, medeltid/historisk tid |              | Transtrand, Dalarna |       | 61.223607, 13.300227 | 10238702400002 | Ladda upp en bild av detta fornminne |
| Transtrand 241:1                | Ristning, medeltid/historisk tid |              | Transtrand, Dalarna |       | 61.222421, 13.301845 | 10238702410001 | Ladda upp en bild av detta fornminne |
| Transtrand 241:2                | Ristning, medeltid/historisk tid |              | Transtrand, Dalarna |       | 61.222454, 13.301329 | 10238702410002 | Ladda upp en bild av detta fornminne |
| Transtrand 241:3                | Ristning, medeltid/historisk tid |              | Transtrand, Dalarna |       | 61.222312, 13.301408 | 10238702410003 | Ladda upp en bild av detta fornminne |
| Transtrand 242:1                | Ristning, medeltid/historisk tid |              | Transtrand, Dalarna |       | 61.223171, 13.303305 | 10238702420001 | Ladda upp en bild av detta fornminne |
| Transtrand 243:1                | Ristning, medeltid/historisk tid |              | Transtrand, Dalarna |       | 61.222583, 13.294399 | 10238702430001 | Ladda upp en bild av detta fornminne |
| Transtrand 244:1                | Ristning, medeltid/historisk tid |              | Transtrand, Dalarna |       | 61.224506, 13.298138 | 10238702440001 | Ladda upp en bild av detta fornminne |
| Bönkammaren (Transtrand 245:1)  | Ristning, medeltid/historisk tid |              | Transtrand, Dalarna |       | 61.216695, 13.304370 | 10238702450001 | Ladda upp en bild av detta fornminne |
| Transtrand 246:1                | Ristning, medeltid/historisk tid |              | Transtrand, Dalarna |       | 61.214479, 13.304687 | 10238702460001 | Ladda upp en bild av detta fornminne |
| Transtrand 247:1                | Ristning, medeltid/historisk tid |              | Transtrand, Dalarna |       | 61.213962, 13.306248 | 10238702470001 | Ladda upp en bild av detta fornminne |
| Transtrand 248:1                | Ristning, medeltid/historisk tid |              | Transtrand, Dalarna |       | 61.212826, 13.305025 | 10238702480001 | Ladda upp en bild av detta fornminne |
| Transtrand 248:2                | Ristning, medeltid/historisk tid |              | Transtrand, Dalarna |       | 61.212931, 13.304806 | 10238702480002 | Ladda upp en bild av detta fornminne |
| Transtrand 248:3                | Ristning, medeltid/historisk tid |              | Transtrand, Dalarna |       | 61.212407, 13.304981 | 10238702480003 | Ladda upp en bild av detta fornminne |
| Transtrand 249:1                | Ristning, medeltid/historisk tid |              | Transtrand, Dalarna |       | 61.212628, 13.303066 | 10238702490001 | Ladda upp en bild av detta fornminne |
| Transtrand 250:1                | Ristning, medeltid/historisk tid |              | Transtrand, Dalarna |       | 61.120556, 13.314890 | 10238702500001 | Ladda upp en bild av detta fornminne |
| Transtrand 251:1                | Ristning, medeltid/historisk tid |              | Transtrand, Dalarna |       | 61.120627, 13.312458 | 10238702510001 | Ladda upp en bild av detta fornminne |
| Transtrand 252:1                | Ristning, medeltid/historisk tid |              | Transtrand, Dalarna |       | 61.225978, 13.312043 | 10238702520001 | Ladda upp en bild av detta fornminne |
| Transtrand 254:1                | Ristning, medeltid/historisk tid |              | Transtrand, Dalarna |       | 61.104362, 13.373348 | 10238702540001 | Ladda upp en bild av detta fornminne |
| Transtrand 257:1                | Ristning, medeltid/historisk tid |              | Transtrand, Dalarna |       | 61.102364, 13.344516 | 10238702570001 | Ladda upp en bild av detta fornminne |
| Transtrand 304                  | Ristning, medeltid/historisk tid |              | Transtrand, Dalarna |       | 61.070588, 13.434563 | 12000000006085 | Ladda upp en bild av detta fornminne |